# Raja Atreya
Raja Narayana Atreya (Darmstadt, 15 de outubro de 1975) é um imunologista alemão. Desde agosto de 2010, é professor de Doenças inflamatórias intestinais crônicas na Clínica Médica 1 da Universidade de Erlangen-Nuremberg

## Vida
Raja Atreya estudou medicina entre 1995 e 2002. na Universidade de Mainz, até o terceiro exame estatal. Já em 1997, integrando o grupo de trabalho de Mainz de Markus Friedrich Neurath, iniciou sua tese de doutorado, a qual completou em 2004, obtendo o título de Doutor em Medicina (MD).

## Algumas condecorações obtidas
- 2014 – Prêmio Theodor Frerichs[1]
- 2015 – Prêmio Paul Ehrlich e Ludwig Darmstaedter para Jovens Investigadores[2]

## Publicações selecionadas
- Raja Atreya et al.: In vivo imaging using fluorescent antibodies to tumor necrosis factor predicts therapeutic response in Crohn's disease. In: Nature Medicine. Volume 20, 2014, p. 313–318, doi:10.1038/nm.3462
- Raja Atreya e Martin Goetz: Molecular imaging in gastroenterology. In: Nature Reviews Gastroenterology & Hepatology. Volume 10, 2013, p. 704–712, doi:10.1038/nrgastro.2013.125